# 大亜湾原子力発電所

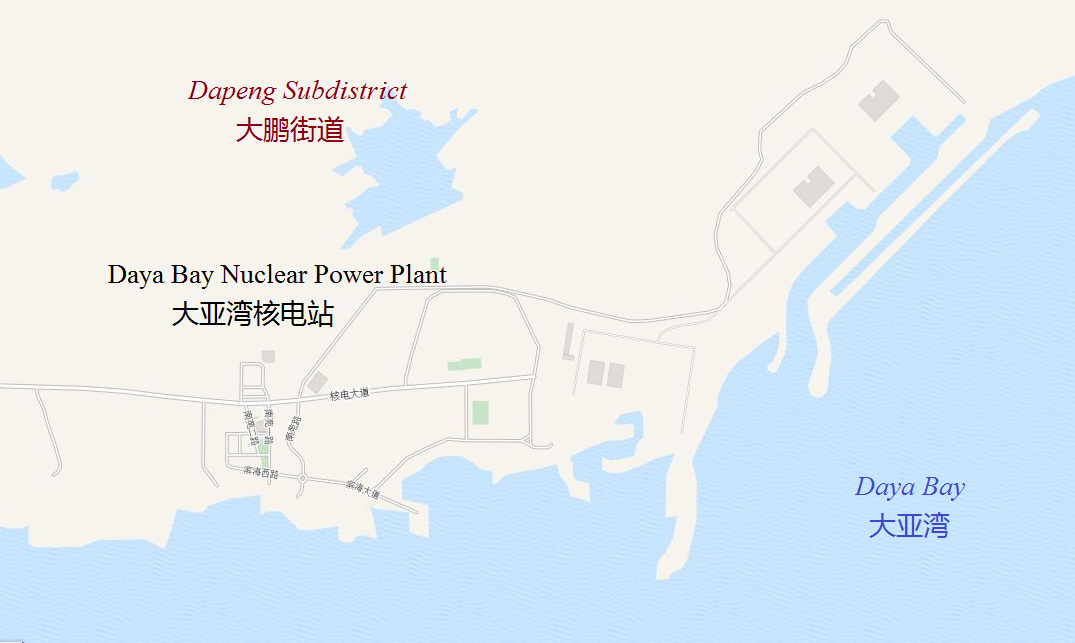
大亜湾原子力発電所の位置

大亜湾原子力発電所（だやわんげんしりょくはつでんしょ、中国語: 大亚湾核电站）は中華人民共和国広東省深圳市竜崗区の大亜湾にある原子力発電所。香港の北東に位置している。大亜湾原発はフランスのアレバ社の900MWe級3冷却環設計を基にした、発電量944MWeの加圧水型原子炉2基からなり、商業運転は1号機が1993年、2号機が1994年に始まった。

## 歴史
広東省に位置しているが、大亜湾原子力発電所の建設は1985年に隣接する香港の特別行政区立法会の議員である李柱銘や司徒華などの政治家が議論を起こした。香港の住人の半数近い100万人が原発反対の請願に著名した。100を超える住民団体が環境問題と香港住民の権利を反対の焦点にして建設問題を論じた。
1号機は1993年8月31日に稼動をはじめ、2号機は1994年2月2日から稼動を始めた。原子炉はフラマトムが中国の参加企業と共に設計建設を行った。IAEA PRISデータベースでは原子炉がそれぞれGuangdong-1、Guangdong-2（広東1号機、広東2号機）とされていた。

## 組織形態
大亜湾原子力発電所は、隣接する嶺澳原子力発電所と共に中国広核集団傘下の大亜湾核電運営管理有限責任公司（DNMC）によって運営されている。
大亜湾の株式の25%は香港で上場されている中電集団（CLPグループ）のCLPホールディングスが所有しており、中電集団は大亜湾原発の出力の70%を香港向けに購入している。75%は中国広核集団の完全子会社である広東核電投資有限公司が保有している。

## 不祥事

### 鉄筋の欠落
1987年10月9日、香港特別行政区立法会タスクフォースは、1号機の原子炉の土台から316本の鉄筋が欠落しているという報告を受けた。全構造では8080本、1号機の原子炉のコンクリート土台には576本の鉄筋があるはずだったが、仕様を満たしていなかった。
1987年9月に発見されたが公表に至らず、香港返還以前の同年10月に香港で報道された。会社の関係者は、この事態は建築図面の「誤認」によるものだと説明した。
その後、不足している鉄筋を修復するための措置が講じられた。コンクリート5層のうちの最初の層の不足分を補うために2番目の層に追加の補強が適用された。香港特別行政区立法会の議員で土木技術者でもあったジャッキー・チェンは、欠落している鉄筋が総数の「たった2パーセント」であるという事実に焦点を当てて問題を軽視しようとする試みを批判した。316本の欠落した鉄筋は原子炉の土台に局在し、576本のうちの55パーセントに相当するのである。
原子力科学者会報は1991年にこの問題について"Hong Kong fears Chinese Chernobyl"（香港は中国のチェルノブイリになることを恐れている）というタイトルで報告した。

### 放射性物質漏洩の疑惑
2010年6月16日、ラジオ・フリー・アジアは燃料管からの放射性物質の漏れ出しがあったと報じた。当局は「大亜湾の2基の原子炉は安全かつ安定して機能している。放射性物質の漏れ出しは存在しない。」と述べこの報道を否定した。ラジオ・フリー・アジアは正体不明の専門家の意見として、放射性ヨウ素が漏洩したとし、さらに事故は当初政府に報告されず、しばらくの間内密にされていたと報じた。ニューヨークタイムズは発電所の債権者の中電集団によると香港と本土の両方の政府原子力安全監視者に通知し、説明したとラジオ・フリー・アジアとは異なる報道を行った。 中電集団は漏れ出しが少なく、安全性の問題として報告を必要とする国際基準を下回っていたと声明を出した。香港の放射線測定施設は空間放射線量の上昇を検出しなかった。本土の報道も正常な運用条件下にあり報告を必要とする国際基準を下回っていたとする当局の状況説明を引用した。なお、ウォールストリートジャーナルは5月23日にこの事故が発生し、中電集団が「大亜湾原子力発電所2号機の放射性レベルの上昇は軽微であり、過去2週間、レベルは安定し、市民にはいかなる影響もない」との表明を報道している。

## 安全性
2011年4月、大亜湾原子力発電所はEDFエナジーによって毎年行われる原子力発電所安全コンペで中国で初となるだけでなく、他の原子力企業でも前例のない6つの賞のうち4を受賞する偉業を達成した。
「多くの人々が大亜湾の状況、特に修理と維持の状況に驚いている」と大亜湾核電のゼネラル・マネージャのLiu Changshenは述べ、「我々は前年原子炉を19.7日のみ稼動停止した。フランスは多くの原子炉を所有するが、その記録は23日よりも多い。第二に我々の原子炉は6ヶ月間同時に利用する非停止運転で、全体で3000日になる。」とした。大亜湾原子力発電所はまた63の原子炉に比べスタッフがさらされる放射線の量の少なさでも際立っており、0.8ミリシーベルトであった。

## 原子炉
大亜湾原子力発電所は、2つの稼働中の原子炉で構成される。
| ユニット           | 原子炉形式 | モデル | 正味発電量 | 総発電量 | 熱出力  | 建設開始       | 稼働開始       | 脚注   |
| ------------------ | ---------- | ------ | ---------- | -------- | ------- | -------------- | -------------- | ------ |
| 1号機 (Daya Bay 1) | PWR        | M310   | 944 MW     | 984 MW   | 2905 MW | 1987年08月07日 | 1994年02月01日 | [ 1 ]  |
| 2号機 (Daya Bay 2) | PWR        | M310   | 944 MW     | 984 MW   | 2905 MW | 1988年04月07日 | 1994年05月06日 | [ 16 ] |

## 註
1. 1 2  “DAYA BAY-1 (Guangdong 1)”. Power Reactor Information System (PRIS).  International Atomic Energy Agency (IAEA) (2019年12月29日). 2019年12月30日閲覧。
2. ↑  “Fuel loading starts at new Chinese reactor”. World Nuclear News. (2010年4月22日) 2010年7月18日閲覧。
3. 1 2  “China, People's Republic of: Nuclear Power Reactors”. PRIS database.   International Atomic Energy Agency. 2010年6月20日時点のオリジナルよりアーカイブ。2010年7月18日閲覧。
4. ↑  “Asiasociety.org”. 2007年12月26日時点のオリジナルよりアーカイブ。2008年1月17日閲覧。
5. ↑  CLP Group - Guangdong Daya Bay Nuclear Power Station
6. ↑  “Business Structure”.   CLP Group. 2015年12月15日閲覧。
7. ↑  亞洲電視 (2011年10月9日). “當年今日之1987年10月9日大亞灣安全再次喚起人們關注” (中国語). 2015年1月16日閲覧。
8. ↑  Journal of Commerce (1987年10月13日). “CHINA TO RESUME WORK ON DAYA BAY NUCLEAR PLANT”. 2015年1月16日閲覧。
9. ↑  Gallagherfirst=Michael C. (October 1991). “Hong Kong fears Chinese Chernobyl”. Bulletin of the Atomic Scientists (SAGE Publications for the Bulletin of the Atomic Scientists) 47 (8):  9 2015年1月15日閲覧。.
10. ↑  China nuclear firm denies leak, admits tube cracks
11. ↑  Bradsher, Keith (2010年6月15日). “Chinese Nuclear Plant Experienced a Small Leak Last Month, a Stakeholder Says”. The New York Times 2010年7月18日閲覧。
12. ↑  “中国の原発放射能漏れ事故、香港で懸念広がる”. The Wall Street Journal. (2010年6月16日) 2014年9月6日閲覧。
13. ↑  “大亜湾原子力発電所の事故で香港に不安広がる”. Asiam. (2010年6月18日) 2014年9月6日閲覧。[リンク切れ]
14. ↑  http://www.bjreview.com.cn/special/2011-04/08/content_349965.htm
15. ↑  “Nuclear Power in China”. www.world-nuclear.org.  World Nuclear Association. 2019年12月30日閲覧。
16. ↑  “DAYA BAY-2 (Guangdong 2)”. Power Reactor Information System (PRIS).   International Atomic Energy Agency (IAEA) (2019年12月29日). 2019年12月30日閲覧。